# Terres de Légendes
Ne doit pas être confondu avec Les Terres de Légende.
Terres de Légendes est une collection de bande dessinée publiée par les éditions Delcourt.